# Затворска библиотека
Затворске библиотеке су обезбеђене у многим затворима. То су специфичне библиотеке које су доступне на местима лишења слободе и другим казнено-поправним установама.
Многи затвори обезбеђују литературу у партнерству с локалним јавним библиотекама, књижарама и другим сличним организацијама. Међутим, ресурси који се допремају из библиотека и сличних установа су често ограничени, a углавном се обезбеђују из државних извора.